# فيل هوب
فيل هوب (بالإنجليزية: Phil Hope) هو سياسي بريطاني، ولد في 19 أبريل 1955 في المملكة المتحدة. حزبياً، نشط في Labour and Co-operative Party ‏ وحزب العمال.

## مناصب
- في الانتخابات العامة في المملكة المتحدة 1997 [الإنجليزية]‏، انتخب عضو البرلمان الثاني والخمسون للمملكة المتحدة عن دائرة كوربي وقد انضم خلال فترته النيابية ‏ (1 مايو 1997 – 14 مايو 2001) للكتلة البرلمانية Labour and Co-operative Party [الإنجليزية]‏.
- في الانتخابات العامة في المملكة المتحدة 2001، انتخب عضو برلمان المملكة المتحدة الـ53 عن دائرة كوربي وقد انضم خلال فترته النيابية ‏ (7 يونيو 2001 – 11 أبريل 2005) للكتلة البرلمانية Labour and Co-operative Party [الإنجليزية]‏.
- في الانتخابات العامة في المملكة المتحدة 2005، انتخب عضو برلمان المملكة المتحدة الـ54 عن دائرة كوربي وقد انضم خلال فترته النيابية ‏ (5 مايو 2005 – 12 أبريل 2010) للكتلة البرلمانية حزب العمال.
- انتخب Minister of State for Care Services [الإنجليزية]‏.
- انتخب Minister for the East Midlands ‏ (24 يناير 2008 – 11 مايو 2010).
- انتخب Minister of State for Health (UK) [الإنجليزية]‏ (5 أكتوبر 2008 – 11 مايو 2010).